# Gnou noir
Connochaetes gnou
Espèce
Statut de conservation UICN

 LC  : Préoccupation mineure
Répartition géographique
Le gnou noir (Connochaetes gnou) ou gnou à queue blanche est une espèce de gnou de la famille des bovidés qui semble ne plus exister à l'état sauvage que dans les réserves d'Afrique du Sud où sa population est stable voire croissante. Très grégaire, il vit en troupes importantes de 10 à 50 individus.

## Morphologie
Les gnous à queue blanche ont un pelage marron chocolat. Il possède une barbe et une crinière touffue, cependant cette dernière est dressée contrairement à celle du gnou bleu. Cette crinière est blanche et noir à l’extrémité. Ils sont reconnaissables également avec la touffe de poils qu’ils portent sur l’arrête du nez. Son pelage est plus épais que celui du gnou bleu, car il peut habiter des régions plus froides, il fait donc une mue au printemps. La queue longue de 80 à 100 cm est toujours blanche. Ses cornes courbés et pointés vers l'avant comme un guidon sont bien développés et peuvent mesurer de 50 à 80 cm. Les gnous à queue blanche sont de taille plus réduite que le gnou bleu, leurs corps mesurent de 170 à 220 cm de longueur, pour 100 cm à 120 cm de hauteur au garrot (1,10 m en moyenne) et un poids allant de 110 à 180 kg maximum, avec une moyenne de 130 kg pour les femelles et de 160 kg pour les mâles.

## Habitat
Les gnous à queue blanche vivent sur des grandes prairies, des savanes d’acacias ou des bois clairs, à proximité de l'eau. Leur pelage épais leur permet d’accéder à des zones plus froides.

## Distribution
Le gnou queue blanche se trouve en Afrique du Sud, en Eswatini et au Lesotho. Il a été introduit en Namibie. Autrefois présent dans une bonne partie de l’Afrique, la chasse excessive du XIXe siècle les a obligé à réduire leur aire de répartition. Il a tout de même pu être réintroduit dans quelques régions.

## Alimentation
C'est un ruminant, herbivore, qui se nourrit principalement d'herbes, de feuilles de buissons et d’arbustes. Il est capable de ne pas boire pendant une semaine.

## Reproduction
- Nombre de petits: 1, parfois 2
- Gestation: 8 à 8,5 mois
- Maturité sexuelle: femelles 1,5 à 2,5 ans, mâles 3 ans
- Longévité: jusqu'à 20 ans

Le mâle dominant ne s’accouple qu’avec les femelles de son harem, il défend farouchement son territoire contre les autres mâles. Il a été remarqué que les femelles d’un même groupe vont accoucher à quelques jours d’intervalle pour assurer la survie des petits. Le jeune est sevré au bout de 4 mois, mais il reste encore quelques mois aux côtés de sa mère jusqu’à ce qu’elle ait un nouveau petit.

## Prédateurs

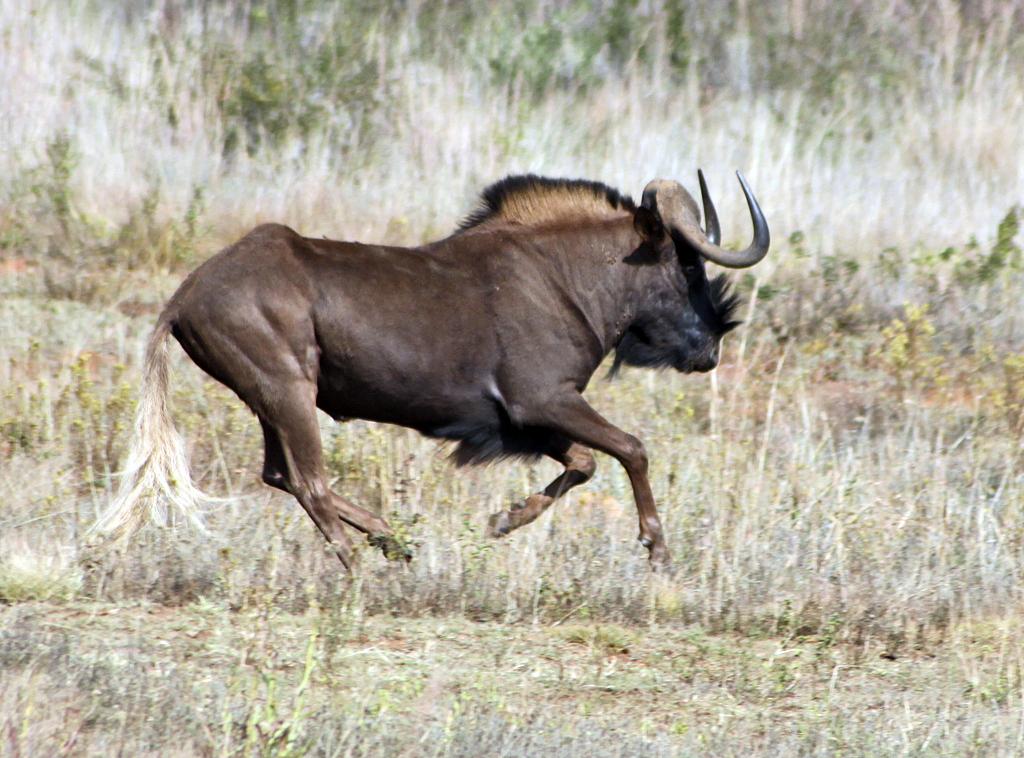

Les gnous à queue blanche peuvent parfois se faire attaquer par les lions, les hyènes brunes, les léopards, les lycaons et les crocodiles. Le gnou à queue blanche est une antilope, avec ses membres longs et fins, il peut courir jusqu'à 80 km/h pour échapper à ses prédateurs. De plus, il n'hésite pas à charger s'il se sent menacé.

## Statut
Les dernières estimations de population sont positives puisque le nombre d’individus augmente. Selon l'Union internationale pour la conservation de la nature (UICN), il y a 18 000 gnous à queue blanche aujourd'hui dont 80 % dans des réserves privées en Afrique du Sud. Cependant, il est passé très près de l’extinction puisqu'en 1982, il n'en restait que 150.

## Captivité
Le gnou à queue blanche n'est pas très courant en parc zoologique, en Europe, on compte sa présence dans quinze parcs dont quatre en France :
- Parc zoologique de Thoiry (réserve africaine) ;
- Réserve zoologique de la Haute-Touche ;
- Réserve africaine de Sigean ;
- Parc zoologique Le Pal.